# Оралмани
Оралма́ни — етнічні казахи які переселяються до Казахстану. Їм відразу надається громадянство Казахстану.
У роки встановлення радянської влади дуже багато етнічних казахів були змушені покинути Батьківщину і, рятуючись від голоду 1919—1922 та 1932—1933 років, мігрувати у сусідні країни. Сотні тисяч казахів залишили рідні землі.
У роки незалежності Казахстан поставив завдання сприяти поверненню казахів на Батьківщину і прийняв закон щодо допомоги мігрантам. Кожному переселенцеві, починаючи з 1995 року, видавалася допомога в розмірі еквівалентному 1 000 доларів США і надавалося безкоштовне житло.
У 2000-х роках кількість переселенців значно збільшилася і була введена квота і знижена виплата грошей. У 2008 році прийнята Державна програма «Нурлы Кош» для прийому переселенцев і надання їм допомоги. Відповідно до цієї програми оралманам надаються земельні ділянки з комунікаціями (вода, тепло, газ, електрика) і видаються пільгові кредити для купівлі будинку або будівництва.
За даними Всесвітньої асоціації казахів, за останні десять років у Казахстан вже повернулося близько одного мільйона етнічних казахів. За офіційними даними Комітету з міграції Казахстану, число оралманів становить близько 700 тисяч.